# Ernst Wicklein
Ernst Emil Wicklein (ur. 1894, zm. ?) – zbrodniarz nazistowski, członek załogi niemieckiego obozu koncentracyjnego Dachau i SS-Scharführer.
Członek Waffen-SS. Pełnił służbę w obozie Dachau od maja 1941 do października 1944 między innymi jako Blockführer. W procesie członków załogi Dachau (US vs. Franz Kohn i inni), który miał miejsce w dniach 14–22 lipca 1947 przed amerykańskim Trybunałem Wojskowym w Dachau Wicklein skazany został początkowo na 10 lat pozbawienia wolności. Zarzucono mu bicie więźniów i udział w egzekucji jeńców radzieckich. Po rewizji wyroku 17 marca 1948 karę zmniejszono do 5 lat więzienia. Uznano bowiem, iż maltretowanie więźniów przez oskarżonego nie miało poważnego charakteru i zdarzało się dość rzadko.